# Tullio Grandelis
Tullio Grandelis (ur. 22 marca 1977) – włoski biegacz narciarski, zawodnik klubu C.S. Carabinieri.

## Kariera
Pierwszy raz na arenie międzynarodowej Tullio Grandelis pojawił się w 1997 roku podczas mistrzostw świata juniorów w Canmore, gdzie był jedenasty na dystansie 30 km techniką dowolną, a w sztafecie zdobył złoty medal. W Pucharze Świata zadebiutował 13 grudnia 1997 roku w Val di Fiemme, zajmując 103. miejsce na w biegu 10 km techniką klasyczną. Mimo kilku sezonów startów nigdy nie zdobył punktów PŚ i nie był uwzględniany w klasyfikacji generalnej. Startował także w zawodach cyklu FIS Marathon Cup, przy czym dwukrotnie stawał na podium: w 2005 roku wygrał włoski maraton La Sgambeda, a w 2008 roku austriacki Dolomitenlauf. W klasyfikacji generalnej najlepiej wypadł w sezonie 2005/2006, który ukończył na czwartej pozycji. Nigdy nie wziął udziału w igrzyskach olimpijskich ani mistrzostwach świata. W 2012 roku zakończył karierę.

## Osiągnięcia

### Mistrzostwa świata juniorów
| Miejsce | Dzień     | Rok  | Miejscowość | Konkurencja           | Wynik     | Strata  | Zwycięzca    |
| ------- | --------- | ---- | ----------- | --------------------- | --------- | ------- | ------------ |
| 1.      | 14 lutego | 1997 | Canmore     | Sztafeta 4x10 km      | 1:45:25,6 | -       | -            |
| 11.     | 16 lutego | 1997 | Canmore     | 30 km stylem dowolnym | 1:20:46,3 | +5:20,9 | Per Elofsson |

### Puchar Świata

#### Miejsca w klasyfikacji generalnej
- sezon 1997/1998: -
- sezon 1998/1999: -
- sezon 1999/2000: -
- sezon 2001/2002: -
- sezon 2002/2003: -
- sezon 2003/2004: -

#### Miejsca na podium
Grandelis nigdy nie stał na podium indywidualnych zawodów Pucharu Świata.

### FIS Marathon Cup

#### Miejsca w klasyfikacji generalnej
- sezon 2004/2005: 27.
- sezon 2005/2006: 4.
- sezon 2006/2007: 12.
- sezon 2007/2008: 7.
- sezon 2008/2009: 8.

#### Miejsca na podium
| Nr | Dzień       | Rok  | Zawody        | Dystans               | Czas biegu | Strata | Pozycja | Zwycięzca |
| -- | ----------- | ---- | ------------- | --------------------- | ---------- | ------ | ------- | --------- |
| 1. | 18 grudnia  | 2005 | La Sgambeda   | 42 km stylem dowolnym | 1:36:56,2  | -      | 1.      | -         |
| 2. | 20 stycznia | 2008 | Dolomitenlauf | 60 km stylem dowolnym | 1:38:30,7  | -      | 1.      | -         |